# Esperantuisho
O Esperantuisho é uma língua auxiliar proposta pelo tchecoslovaco Jaro Zeleny em 1951. É um compromisso entre o Esperanto e o Ido, que conserva o acusativo e alguns outros elementos do Esperanto, mas deixa de lado a flexão do adjetivo e introduz uma reforma ortográfica. Os afixos são mais numerosos que no Esperanto, como no Ido ou no Nov-Esperanto.

## Morfologia
Numerais (1-10):
1. unu,
2. du,
3. tri,
4. kvar,
5. kvin,
6. sis,
7. sept,
8. ok,
9. nown,
10. dek.

## Espécime
Esperantuisho:
Esperantuisho ne esas nova lingvo. Ji esas Esperanto sen la defektoy, kiuy montriqis kom qenumento por la universala acepto de Esperanto en la mondo ey ankaw che la UNO ey la UNESCO, kien ji esis taxata kom lingvo monstresa.
Esperanto:
Esperantuisho ne estas nova lingvo. Ĝi estas Esperanto sen la defektoj, kiuj montriĝis kiel kontraŭaĵo por la universala akcepto de Esperanto en la mondo kaj eĉ la UNO kaj la UNESCO e kie ĝi estis taksata kiel "monstruma lingvo.
Português:
O Esperantuisho não é uma língua nova. É o Esperanto sem os defeitos que se mostraram contraproducentes para a aceitação universal do Esperanto no mundo e pela ONU e UNESCO, que o fizeram ser tachado de "língua monstruosa".